# Saneczkowa
Saneczkowa (niem. Querseifen, 789 m n.p.m.) – szczyt w Karkonoszach w obrębie Karkonoskiego Padołu Śródgórskiego.
Znajduje się we wschodniej części Karkonoskiego Padołu Śródgórskiego, w Karpaczu, pomiędzy Karpaczem Górnym a Płóczkami. Od zachodu opływa je Dziki Potok. Na północy łączy się z Husycką Górką.
Zbudowane z granitu karkonoskiego.
Na zboczu góry znajduje się najdłuższy w Karpaczu tor saneczkowy, mający 1650 m przy różnicy wzniesień 114 m.

## Szlaki turystyczne
Pod szczytem przechodzi szlak turystyczny:
- zielony z dolnego Karpacza, przez Płóczki do Bierutowic i dalej na Przełęcz Karkonoską.